# اونالاکلیت (آلاسکا)
اونالاکلیت (به انگلیسی: Unalakleet) شهری در ناحیه سرشماری نوم ایالت آلاسکا است که جمعیت آن در سرشماری سال ۲۰۰۰ میلادی ۷۴۷ نفر بوده‌است.